# 羽帯駅

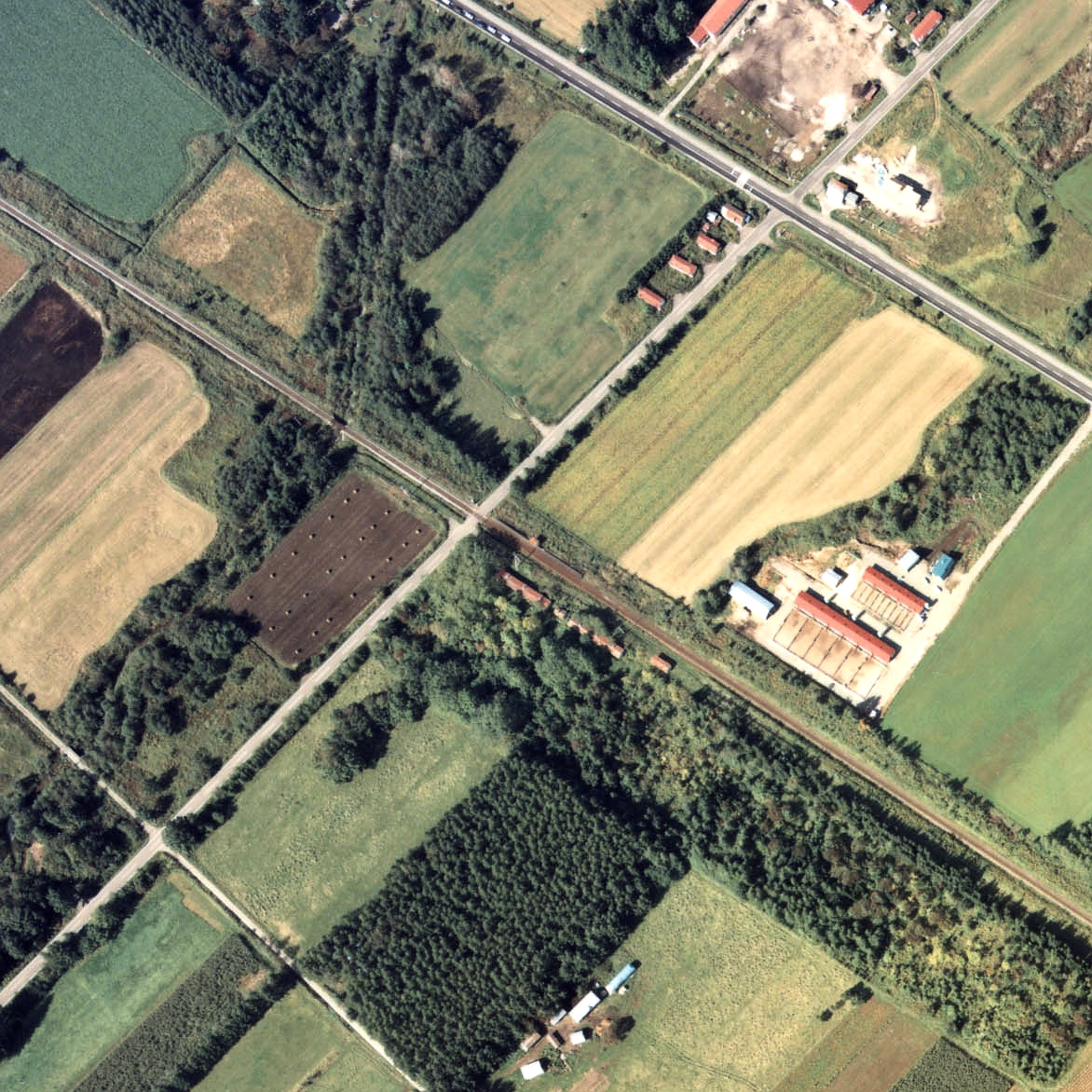
1977年の羽帯駅と周囲約500m範囲。右下が根室方面。

羽帯駅（はおびえき）は、北海道上川郡清水町字羽帯にあった北海道旅客鉄道（JR北海道）根室本線の駅（廃駅）である。駅番号はK25であった。事務管理コードは▲110413。

## 歴史
- 1958年（昭和33年）9月10日：日本国有鉄道の駅として開業[1][3]。旅客のみ取扱い[1]の駅員無配置駅[4]。
- 1987年（昭和62年）4月1日：国鉄分割民営化によりJR北海道に継承[1]。
- 2017年（平成29年）
  - 6月30日：JR北海道釧路支社より次回ダイヤ改正での駅廃止について、清水町に説明[5]。
  - 9月22日：JR北海道が当駅を次回のダイヤ改正に合わせて廃止する意向が報道される。清水町は容認[6]。
- 2018年（平成30年）3月17日：同日のダイヤ改正により廃止[7]。
  - 廃止時点で普通列車でも半数以上が通過し、4往復のみ停車していた。

### 駅名の由来
所在する地名より。アイヌ語に由来し、一説には「小さい・それ（=蛇）・多くいる・所」を意味する「ポニオプ（pon-i-o-p）」に「羽帯（はねおび、はねおぶ）」と字をあてた物が「はおび」と略されたものと考えられている。ただし由来となったアイヌ語には以下の別説がある。
- 永田方正は上記の説のほか「骨の・槍」を意味する「ポネオプ（pone-op）」を由来とする説を紹介している[8][9]。
- 本田貢は「ウバユリ・多い・ところ」を意味する「ハㇷ゚オㇷ゚（hap-o-p）」を由来とする説[10]を採る。
- 1973年（昭和48年）に国鉄北海道総局が発行した『北海道　駅名の起源』では、「ホネキップ」という川を由来とする説を採用し、「長い帯状の美しい川」の意である、としている[3]。

## 駅構造

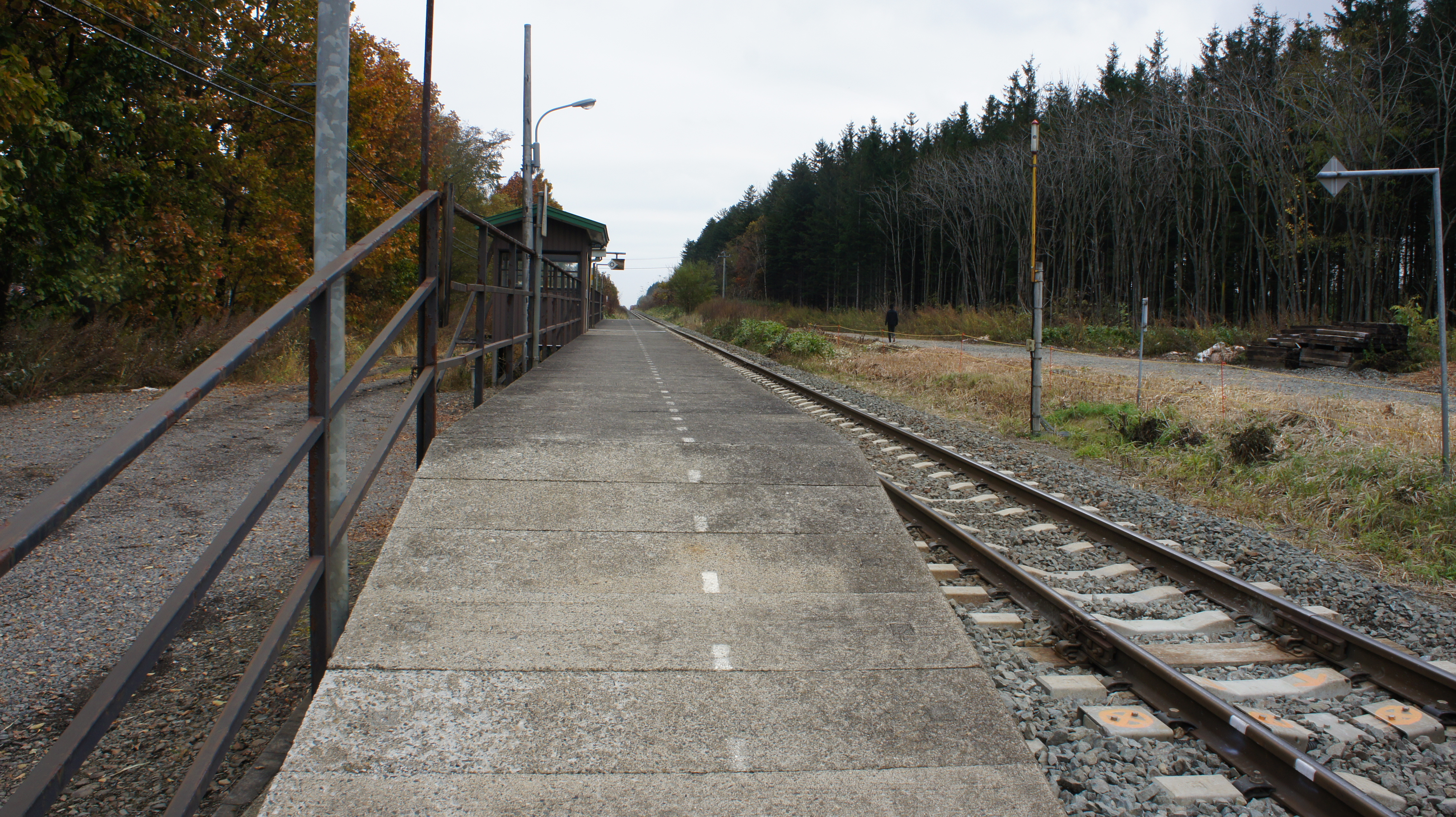
ホーム（2017年10月）

新得駅が管理する単式ホーム1面1線の無人駅であった。ホームには待合室・列車接近案内が備えられていたが、上屋、駅舎はなかった。なお、廃止後ホームについては撤去する方針とされている。

## 利用状況
JR北海道によると、2011 - 2015年（平成23 - 27年）の乗降人員調査（11月の調査日）平均は「1名以下」とされた。廃止打診にあたってJR北海道釧路支社より清水町に提供された実績によると、2012年（平成24年）以降5年間の調査日（11月）における利用実績は無く、定期券の発売もないとされた。
| 年                 | 乗車人員（人） | 備考                         |
| ------------------ | -------------- | ---------------------------- |
| 2012年（平成24年） | 0              |                              |
| 2013年（平成25年） | 0              |                              |
| 2014年（平成26年） | 0              |                              |
| 2015年（平成27年） | 0              |                              |
| 2016年（平成28年） | -              | 台風10号被害により調査できず |

## 駅周辺
遠くに羽帯の集落がある。
- 国道38号
- ホネオップ川[12]

駅廃止による代替措置として、国道38号沿いに清水町コミュニティバスおよび十勝バス清水帯広線の「羽帯」停留所が2018年（平成30年）4月1日に設置された。

## 隣の駅
北海道旅客鉄道（JR北海道）
■根室本線（廃止時点）
十勝清水駅（K24） - （平野川信号場） - 羽帯駅（K25） - 御影駅（K26）